# Belváros (Pécs)
Pour les articles homonymes, voir Belváros (homonymie).
Belváros [ˈbɛlvaːɾoʃ] est un quartier situé à Pécs. Il est situé dans le centre-ville autour de Széchenyi tér. Le quartier est très riche en monuments historiques et est le plus touristique et commerçant de Pécs.